# Bulozna epidermoliza
Bulózna epidermolíza oziroma epidermolysis bullosa je dedna bolezen kože, ki se izraža kot izredna občutljivost kože na zunanje dejavnike. Je redko, a nenalezljivo kožno obolenje, ki se pokaže takoj po rojstvu. Za obolenje so značilne hude kožne spremembe in tudi kot spremembe na drugih telesnih organih (oči, prebavila, gibala ...). Bolezen se pojavi kot posledica prirojenega pomanjkanja različnih beljakovin, katerih naloga je povezovati plasti kožnih celic. Tako koža kot zunanji deli notranjih organov so izredno občutljivi in ranljivi, saj lahko vsak nekoliko premočen dotik privede do žuljev in odstopanja vrhnje plasti kože. Včasih lahko koža odstopa tudi spontano. Zaradi nezmožnosti obnavljanja se lahko pojavi tudi kožni rak.

### Bolezenski znaki
- rane po celem telesu, vsak dodaten pritisk povzroči nove rane
- rane v ustih – otežkočeno prehranjevanje in odpiranje ust
- spremembe na sluznici – pojavi se sluzenje oči
- zožen požiralnik – pitje tekočin povzroča hude bolečine
- zraščanje prstov na rokah in nogah – omejeno gibanje prstov
- slaba gibljivost sklepov – oseba pogosto potrebuje invalidski voziček

## Debra Slovenija
Debra Slovenija je društvo, ki združuje tako slovenske bolnike z bulozno epidermozo kot tudi njihove svojce, zdravnike in podpornike. Društvo je bilo ustanovljeno decembra 2005, njena predsednica je Polona Zakošek.
Osnovno poslanstvo društva je:
- povezovanje obolelih in njihovih svojcev;
- izmenjava izkušenj, izobraževanje in obveščanje o novih dosežkih s področja dnevne nege in zdravljenja;
- pomoč pri pridobivanju ustreznega obveznega materiala za nego, vitaminov in prehranskih dodatkov (Zavod za zdravstveno zavarovanje Slovenije sicer plačuje nujno potrebne povoje otrokom z bulozno epidermolizo, medtem ko starejšim bolnikom zadostne količine povojev ne priznava.);
- sposabljanje ustreznih strokovnih sodelavcev za spremljanje obolelih. Ustanovitev referenčnega središča za bulozno epidermolizo;
- pomoč pri izobraževanju in socializaciji obolelih. Organizacija zdravljenja na Slovenskem in v tujini;
- zbiranje sredstev za delo društva v obliki nujno potrebnih izdelkov, medicinskih pripomočkov in denarja;